# Lara (Schiff, 1956)
Koordinaten: 28° 0′ 41″ N, 34° 28′ 21″ O
Die Lara ist ein Frachtschiff, das im Dezember 1981 bei Scharm El-Scheich auf dem Jackson-Riff in der Straße von Tiran strandete und als Touristen- und Tauchattraktion bekannt ist.

## Geschichte und Charakteristika
Der Stückgutfrachter wurde 1956 als Nopal Trader von der Kieler Howaldtswerke AG unter der Werftnummer 1046 gebaut. Das Schiff hatte fünf Laderäume mit einem Gesamtvolumen von 12.071 m³ mit begrenzter Kühlkapazität. Außerdem verfügte der Frachter über insgesamt siebzehn Ladebäume und war eisverstärkt.
Im November 1956 wurde das Schiff an die norwegische Sobral-Reederei abgeliefert, wo es auf Nord- und Südamerikalinien eingesetzt war. Im September 1974 verkaufte die Reederei den Frachter für 1,945 Millionen US-Dollar an die ebenfalls norwegische Reederei Pretex & Co. und wurde in Krohn Trader umbenannt. Aufgrund der Insolvenz der Reederei wurde das Schiff im November 1977 für circa 0,5 Millionen US-Dollar an die zypriotische Ester Shipping Co. Ltd. verkauft und in Aghios Lefteris umbenannt. Ab September 1978 trat die britische Fairseas Ltd. als Schiffsmanager auf und der Frachter wurde in Crest Lion umbenannt. Ab Januar 1979 übernahm die griechischen First Navigation Co. Ltd. das Schiffsmanagement und der Frachter wurde in Lara umbenannt.

## Havarie

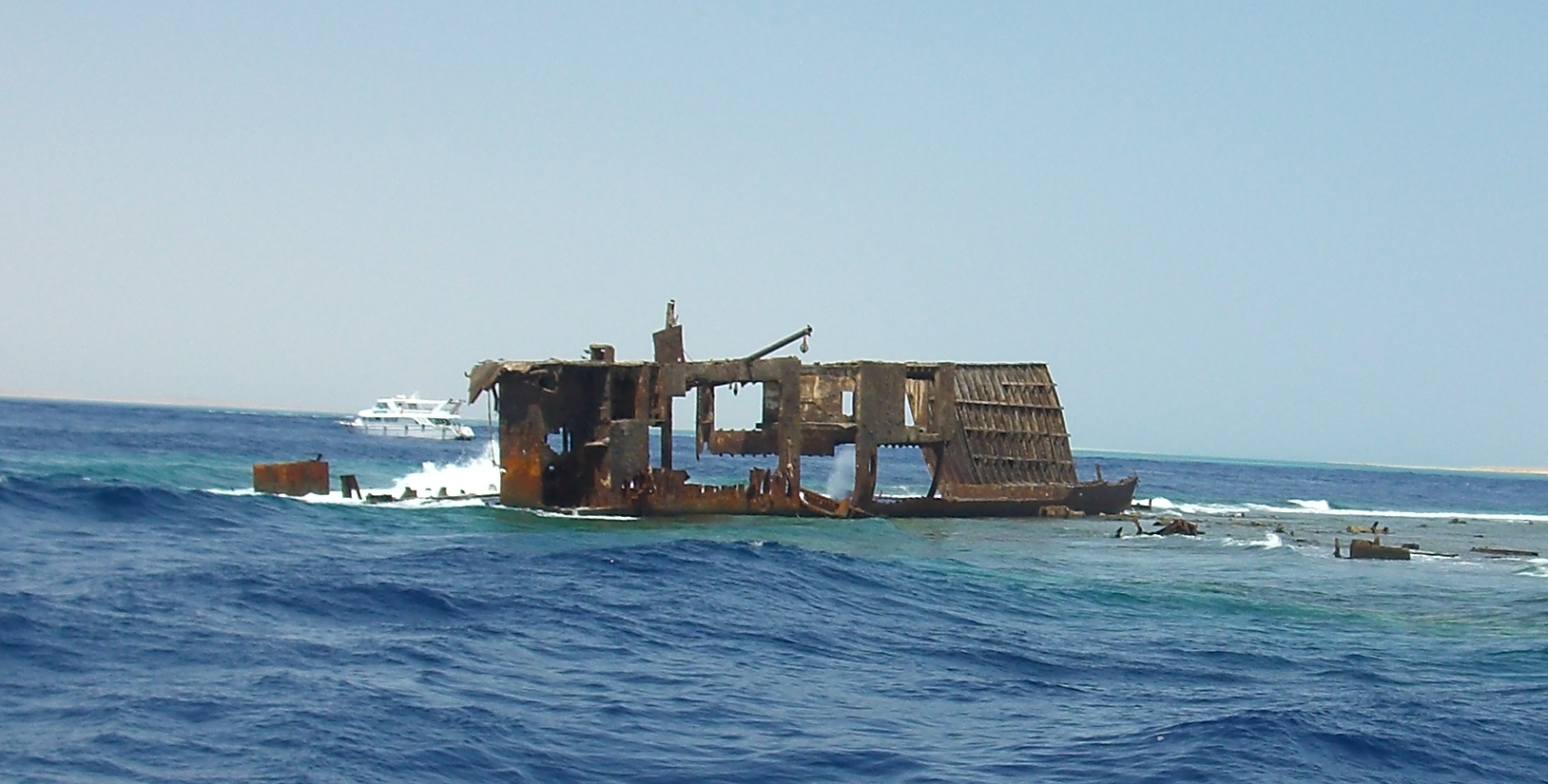
Nahaufnahme der verbliebenen Bugsektion des Wracks im Jahr 2008

Bei einer Fahrt von Akaba nach Sues mit Fleischwaren an Bord strandete die Lara am 4. Dezember 1981 im nördlichen Teil des Jackson-Riffs. Die Strandung der Lara ereignete sich nur einige hundert Meter von der wenige Monate zuvor, im September 1981, havarierten Loullia. Die Besatzung der Lara setzte einen Notruf ab und konnte das Schiff unbeschadet verlassen, wobei lokale Sporttaucher bei der Evakuierung assistierten. Ein Besatzungsmitglied verblieb an Bord um die Kühlung der verderblichen Fracht sicherzustellen. Wenige Tage nach der Havarie wurde das letzte an Bord verbliebene Besatzungsmitglied von der Reederei angewiesen das Schiff zu verlassen. Die Fracht wurde von den Sporttauchern an einen Metzger in Scharm El-Scheich verkauft. Nach der Havarie kam der Verdacht auf, dass das Schiff angeblich zum Schaden der Schiffsversicherung absichtlich auf dem Jackson-Riff gestrandet worden sei. Eine im Auftrag der Schiffsversicherungsgesellschaft angefertigte Begutachtung des Schiffes durch einen der lokalen Sporttaucher kam 1982 zu dem Schluss, dass eine Freischleppung der Lara noch möglich sei. Gerüchten zufolge soll das Schiff einige Jahre nach der Strandung als Drogenumschlagsplatz gedient haben.

## Verbleib
Nach der Havarie ruhten 70 bis 80 Meter des Buges auf dem Jackson-Riff, das Heck mitsamt Ruder und Schiffschraube war völlig unbeschädigt im Tiefwasser verblieben. Mitte der 1990er Jahre wurden Bergungsanstrengungen unternommen, bei denen die Schiffshülle abgebrochen wurde, um eine teilweise Versenkung des Wracks zu ermöglichen. Das Trümmerfeld der Lara erstreckt sich ab 40 Metern Tiefe und ist ein Ziel für Sporttaucher. Am Meeresboden haben sich neben Rumpfteilen unter anderem der Hauptmast und die Schiffschraube erhalten.